# 서변중학교
서변중학교(西邊中學校)는 대한민국 대구광역시 북구 서변동에 있는 공립 중학교이다.

## 학교 연혁
- 2002년 2월 11일 : 서변중학교 설립인가 (30학급)
- 2005년 2월 19일 : 준공
- 2005년 3월 1일 : 초대 장문곤 교장 취임
- 2005년 3월 4일 : 제1회 입학식 (4학급 130명)
- 2006년 2월 10일 : 교가 제정 승인(작곡 조성환, 작사 장문곤)
- 2008년 2월 14일 : 제1회 졸업식 (졸업생 135명)
- 2019년 2월 1일 : 제12회 졸업식(졸업생 128명, 졸업생 누계 1,913명)
- 2019년 3월 1일 : 교육청지정 교육국제화특구 정책 연구학교 운영 (2019.3.1.~2021.2.28.)
- 2021년 2월 9일 : 제14회 졸업식(102명)
- 2021년 3월 2일 : 제17회 입학식(100명)
- 2021년 9월 1일 : 제6대 이영숙 교장 취임

## 참고 자료
- 서변중학교 - 한국교육학술정보원 학교알리미